# Лапин, Иван Александрович
Ива́н Алекса́ндрович Ла́пин (род. 8 мая 1988, Зеленоград, Москва) — российский футболист, защитник.

## Карьера
Начал заниматься футболом в зеленоградской детско-юношеской команде «Спутник». Воспитанник футбольной школы «Академика», по её окончании в 2006 году начал играть за московский «Спортакадемклуб». В «Зенит» перешёл в 2007 году, после товарищеского матча с дублем «Зенита». Сыграл один матч в Кубке России 2007/08 (1/4 финала, 31 октября 2007 против «Томи»). Был постоянным игроком молодёжного состава «Зенита» (25 матчей, 1 гол в 2007 году; 23 матча, 1 гол в 2008 году). Контракт с «Зенитом» был подписан до конца 2009 года. В сезоне 2009 выступал на правах аренды за «Ростов». Играл как за основной (3 матча), так и за молодёжный состав (14 игр) ростовчан. В 2010 году выступал за молодёжную команду «Спартака-Нальчик», затем играл за любительские клубы Подмосковья. Летом 2011 года перешёл в «Балтику», а в начале сезона 2012/13 покинул клуб и завершил карьеру. С середины 2010-х годов работал детским тренером в Зеленограде.

## Достижения
«Зенит»
- Чемпион России: 2007[2]
- Обладатель Кубка УЕФА: 2007/08[2]